# Russische Schule des Klavierspiels
Als Russische Schule oder Russische Schule des Klavierspiels wird eine spezifisch russische Tradition der Kunst des Klavierspiels bezeichnet, die sich im Lauf des 19. Jahrhunderts ausformte.

## Persönlichkeiten
Eine wichtige Rolle spielten die Konservatorien in Sankt Petersburg und Moskau und ihre Gründer, die Brüder Anton und Nikolai Rubinstein. Zu den Persönlichkeiten der Sowjetunion, die an dieses Erbe anknüpften, gehörten Alexander Glasunow, Boleslaw Jaworski, Nikolai Mjaskowski, Heinrich Neuhaus und Leonid Nikolajew. Namen wie Sergei Rachmaninow, Alexander Goldenweiser, Samuil Feinberg, Vladimir Horowitz, Swjatoslaw Richter, Emil Gilels, Tatjana Nikolajewa, Wladimir Aschkenasi, Michail Pletnjow, Jewgeni Kissin oder Daniil Trifonow verdeutlichen den Stellenwert der Russischen Schule im 20. und 21. Jahrhundert.

## Diskussionsbeiträge
Von Alain Lompech wird die Frage aufgeworfen, ob es die Russische Schule des Klavierspiels schon gab, bevor sie ihren Namen erhielt, oder ob sie erst durch die Namensgebung existent wurde. Der Autor gibt zu bedenken, dass etwa Heinrich Neuhaus’ Kunst des Klavierspiels nichts spezifisch Russisches in der Lehre aufweist. Der Pianist Michail Pletnjow sagt zur Russischen Schule: „Sie kommt nicht aus dem russischen Wald, sie ist eine deutsche Schule.“ Genannt werden die Stationen Beethoven, Czerny, Liszt und Siloti.